# Rules of Engagement
Rules of Engagement är en actionfilm från 2000 i regi av William Friedkin. Den erfarne marinkårsöversten Childers (Jackson) ställs inför krigsrätt för sitt agerande vid en evakuering av USA:s ambassad i Jemen.
Filmens manusförfattare, James Webb, var USA:s marinminister 1987-88.

## Rollista (urval)
- Tommy Lee Jones - Hayes 'Hodge' Hodges, överste och militärjurist
- Samuel L. Jackson - Terry L. Childers, överste
- Guy Pearce - Mark Biggs, major
- Ben Kingsley - Mourain, ambassadör
- Bruce Greenwood - Bill Sokal, nationell säkerhetsrådgivare
- Anne Archer - Ambassadörens hustru
- Blair Underwood - Lee, kapten
- Philip Baker Hall - H. Lawrence Hodges, pensionerad general
- Dale Dye - Perry, generalmajor och Childers chef